# The Show Must Go On
The Show Must Go On (укр. «Шоу має тривати») — пісня та сингл британського рок-гурту Queen. Дванадцятий, фінальний трек альбому Innuendo 1991 року. Пісню переважно написав Браян Мей, але її зараховують до спільної творчості Queen. Пісня описує зусилля вокаліста гурту Queen Фредді Мерк'юрі, який продовжував виступати, попри наближення смерті, — він помирав від ускладнень ВІЛ/СНІДу. Діагноз ще не був оприлюднений, попри медійні спекуляції щодо серйозної хвороби Мерк'юрі. Коли гурт записував пісню у 1990 році, Мей сумнівався, що Фредді вистачить сил доспівати її. Мей так згадував той запис:
Я сказав: «Фредді, я не упевнений, чи ти зможеш доспівати». А він відповів: «Я зроблю це, в біса, дорогенький», — хильнув горілки й пішов, і чудово впорався, абсолютно порвавши той вокал.
14 жовтня 1991 року, всього за шість тижнів до смерті Мерк'юрі, у Великій Британії пісню випустили синглом для просування альбому Greatest Hits II. Після його смерті, 24 листопада 1991 року, пісня повернулась у британські чарти і пробула в «топ-75» (п'ять) стільки тижнів, скільки й під час першого релізу, сягнувши свого піка — 16-ї позиції. Є й концертна версія пісні з голосом Елтона Джона, що з'явилася в альбомі Queen Greatest Hits III.
Пісню вперше зіграли наживо 20 квітня 1992 року на концерті пам'яті Фредді Мерк'юрі. Її виконали троє учасників гурту Queen, співав Елтон Джон, а гітарист Black Sabbath Тоні Айоммі грав на ритм-гітарі. Відтоді пісню грали наживо «Queen + Пол Роджерс», а співак Роджерс назвав тоді виступ найкращим у своїй кар'єрі. Після релізу пісня з'являлася на телебаченні, у фільмах, і виконувалася низкою інших виконавців.

## Написання пісні
Узявши за основу послідовність акордів з пісні Take a Little Bit Едді Мані, підібраних Роджером Тейлором і Джоном Діконом, Браян Мей і Фредді Мерк'юрі визначили тему пісні й написали перший куплет. Мей дописав текст і основну мелодію, а також вигадав перехід (бридж), основа якого упирається в «Канон Пахельбеля».
Під час запису демоверсій на високих нотах Браян Мей змушений був співати фальцетом. Коли Мей показав остаточне демо Мерк'юрі, він сумнівався, що Мерк'юрі, який через СНІД ледве ходив, зможе заспівати дуже вибагливу вокальну партію. На подив Мея, коли настав час записувати вокал, Мерк'юрі випив чарку горілки і сказав: «Я зроблю це, в біса, дорогенький!», продовживши виконання пісні.
Під час запису Мей виконав більшість партій бек-вокалу (зокрема й останній рядок) і зіграв на синтезаторі Korg M1 та гітарі. Продюсер Девід Річардс запропонував ключ-зміну в другому куплеті.
«„The Show Must Go On“ виникла завдяки мелодії, яку награвали Роджер і Джон, а я почав записувати. Спочатку то була лише послідовність акордів, та в мене виникло таке дивне відчуття, що це може бути важливим, мене це надихнуло і я пішов, і працював, не покладаючи рук, над нею. Я сів із Фредді, і ми вирішили, якою має бути тема, й написали перший куплет. Це довга історія — та пісня, проте я завжди відчував, що вона буде важливою, бо ми мали справу з речами, про які було важко говорити в той час, але в світі музики це — можливо» — Браян Мей, 1994 рік
«„The Show Must Go On“ створювалася спільно, як збірка. Так, це пісня „Queen“, тому що ми в підсумку вирішили ставити авторство „Queen“ на всі пісні. Але все ж, це... я вважаю цю пісню своєю дитиною. Велику її частину я написав, коли Фредді сидів прямо тут поруч. Це був хороший досвід, тому що Фредді тоді вже не міг, не хотів відкривати свої почуття через поезію, за дуже рідкісним винятком. Але він розумів нашу ідею, що це спосіб висловити наші почуття до нього. Коли я наспівав мелодію вокалу для Фредді, в основному мені довелося використовувати фальцет, тому що було дуже високо — і я запитав його, чи піде це? Він випив чарку горілки, підійшов до мікрофона і зробив все просто ідеально. Я думаю, що це одна з найкращих коли-небудь виконаних ним партій — його оригінальна версія „The Show Must Go On“» — інтерв'ю Браяна Мея CNN 9 січня 2000 року
Текст The Show Must Go On сповнений алюзій, метафор і натяків, через що його місцями важко зрозуміти. Можна відчути натяк на майбутню трагедію; ближче до фіналу герой демонструє рішучість і шалене бажання жити: I have to find the will to carry on with the show («Я маю здобути волю, щоб продовжити шоу»), попри згасання сил (Inside my heart is breaking («Моє серце рветься зсередини»)). Композиція починається в сі мінорі; у якийсь момент відбувається перехід в до-дієз мінор, тональність підвищується (позначає надію), але потім переходить назад в Сі мінор.
Джим Гаттон, партнер Мерк'юрі, який був із ним останні 6 років і до самої смерті, згадує слова пісні, що стосуються використання макіяжу:
«Для мене найбільш автобіографічним рядком були слова: "Мій макіяж може стиратись, та моя посмішка — на місці". Це правда. Як би погано Фредді не почувався, він ніколи нікому не скаржився і не шукав співчуття. Це була його битва, більше нічия, і він завжди зберігав мужність перед усе більшими труднощами» — Джим Гаттон, 1994 рік.

## Учасники запису
- Фредді Мерк'юрі — вокал
- Браян Мей — клавішні, програмування, електрогітара, бек-вокал
- Роджер Тейлор — ударні, бек-вокал
- Джон Дікон — бас-гітара, бек-вокал

## Відеокліп
Через те, що Мерк'юрі заразився ВІЛ/СНІДом, стан його здоров'я почав швидко погіршуватися, тому з ним не вдалося зняти жодного нового відеоролика. Натомість музичне відео змонтували з кліпів Queen періоду 1981—1991 років. Це відео вийшло провісником майбутнього випуску альбому гурту Greatest Hits II, який теж охоплював цей період. Монтаж містив кадри з промовідео до пісень 1980-х років: I Want to Break Free, Friends Will Be Friends, I'm Going Slightly Mad, Radio Ga Ga, The Miracle, The Invisible Man, Headlong, Calling All Girls, Innuendo, Back Chat, Who Wants to Live Forever і One Vision, крім Under Pressure та Hammer to Fall. Відеоряд кліпу, разом із певними словами тексту пісні, підживлював давні повідомлення ЗМІ про те, що Мерк'юрі важко хворий, хоча офіційно це заперечували. Наступного місяця Мерк'юрі нарешті оголосив, що хворий на СНІД, і помер приблизно через 24 години після цього.
Музичне відео скомпілювала і змонтувала австрійська команда режисерів DoRo, до якої увійшли Руді Долезал і Ханнес Роззахер.

## Живі виступи
- The Show Must Go On виконали під час концерту присвяченого пам'яті Фредді Мерк'юрі Freddie Mercury Tribute Concert на стадіоні «Уемблі» в Лондоні у 1992 році. Її зіграли три учасники гурту Queen разом з Елтоном Джоном і Тоні Айоммі з гурту Black Sabbath. Концерт пізніше вийшов на DVD у 2002 році на честь 10-річчя[3].
- 1997 року в «Національному театрі де Шайо» в Парижі, Queen виконали пісню з Елтоном Джоном та балетом «Бехарт». Ця версія доступна в альбомі гурту Greatest Hits III. То був останній виступ Queen із басистом Джоном Діконом; він пішов із шоубізнесу після цього виступу[6].
- У 2006 році, під час церемонії VH1 Rock Honors на арені Mandalay Bay Events Center в Лас-Вегасі, у рамках проєкту «Queen + Пол Роджерс», гурт виконав The Show Must Go On, а також пісні Under Pressure, We Will Rock You і We Are The Champions, у прямій трансляції[12].
- На церемонії вручення премії MTV Europe Music Awards 2011 року, закриваючи церемонію нагородження, Queen разом із вокалістом Адамом Ламбертом виконали The Show Must Go On, We Will Rock You і We Are The Champions[13].

## Чарти й сертифікації
Чарти
| Чарт (1991–92)                            | Позиція |
| ----------------------------------------- | ------- |
| Австралія (ARIA)                          | 75      |
| Бельгія (Ultratop 50 Flanders)            | 22      |
| Європа (European Hot 100 Singles)         | 19      |
| Франція (SNEP)                            | 2       |
| Німеччина (Official German Charts)        | 7       |
| Ірландія (IRMA)                           | 17      |
| Італія (Musica e dischi)                  | 5       |
| Нідерланди (Single Top 100)               | 6       |
| Нова Зеландія (Recorded Music NZ)         | 20      |
| Швеція (Sverigetopplistan)                | 30      |
| Швейцарія (Schweizer Hitparade)           | 11      |
| Велика Британія (Official Charts Company) | 16      |
| США (Mainstream Rock (Billboard))         | 40      |

Сертифікації і продажі
| Країна | Сертифікація | Продано   |
| --- | ------------ | --------- |
| Франція (SNEP)                                                                                                  | Золото       | 250.000*  |
| Італія (FIMI)                                                                                                   | Золото       | 25.000**  |
| Велика Британія (BPI)                                                                                           | Срібло       | 200.000** |
| *дані про продажі ґрунтуються тільки на сертифікації **продажі+потокові дані ґрунтуються тільки на сертифікації |              |           |